# ラウトゥラエの戦い
ラウトゥラエの戦いは第二次サムニウム戦争中の紀元前315年に発生した戦いであり、独裁官クィントゥス・ファビウス・マクシムス・ルリアヌスが率いるローマ軍がサムニウム軍に敗北した。

## 戦いまで
紀元前315年、共和政ローマはルキウス・パピリウス・クルソルとクィントゥス・プブリリウス・ピロ を執政官（コンスル）に選出した。両者ともに5年前の紀元前320年にも執政官を務めており、このときには前年のカウディウムの屈辱後の処理を行っていた。
執政官として、パピリウス・クルソルはアプリアに遠征しルケリアでサムニウム軍と戦い、プブリリウス・ピロはカンパニアのサティキュラでサムニウムを攻撃した。同時にクィントゥス・ファビウス・マクシムス・ルッリアヌスが率いる別のローマ軍がリリス平原のサトゥリクム（en）でのウォルスキ族の反乱を鎮圧していた。これは論理的にはローマの南方への拡大を意味していたが、後日判明したように、軍事力を分散させるという危険を伴っていた。
アプリアではパピリウス・クルソルはサムニウムが支配するルケリアの攻囲し、リリス渓谷ではファビウス・ルッリアヌスがサトゥリクムを奪回することに成功した。しかしカンパニアでの作戦には問題が生じていた。サムニウムはプブリリウス・ピロを撃破するか、あるいはその攻撃をかわしてラティウムに進出しようとしていたことが、文書に残されている。ファビウス・ルッリアヌスはラティウムを防衛できる位置にある唯一の将軍であった。彼は内陸部の道路を防御することを選択したが、サムニウム軍は着実に前進してきた。フレゲラエ（en）に到着した時点で、ファビウス・ルッリアヌスはトレルス渓谷に沿ってローマに向かうか、ローマ領土が分断される可能性はあるものの左折するかを選択せざるを得なくなった。彼は後者を選んだが、結果副官のクィントゥス・アウリウス・ケッレタヌスがラウトゥラエでサムニウム軍とぶつかることとなった。

## 戦闘
経験不足のローマの召集兵は、頑強なサムニウム軍に完全に敗北してしまった。ローマ軍の中で脱走せずに戦線に踏みとどまったのはクィントゥス・アウリウス・ケッレタヌスのみで、勇敢に戦って戦死した。この敗北でローマ領土は分断されてしまった。南部の住民はローマへの忠誠を放棄するか、あるいはそのように強制された。他方で北部にはローマ市民としての完全な権利を持つ住民が住んでいた。しかし、サムニウム軍はそこにも進軍してきた。
その頃ローマではルリアヌスとその同僚たちが、ローマに通じる道路の防衛のを強化していた。それには成功したものの、その分リリス平原のローマ軍は弱体化してしまった。それを見たサムニウム軍はリリス川を渡河し、ソーラを占領した。続いて、ローマとアプリアの連絡網を遮断した。この時点でサムニウム軍の成功は頂点に達した。

## その後
カウディウムとラウトゥラエの敗北のため、ローマは軍の組織を変え、戦略を再考した。ローマは彼らが戦った敵から学習していた。例えば、エトルリア軍からは円形の盾を使うことを学び、ギリシア軍からは攻城戦を学んでいた。サムニウム軍から学んだのは、ピルム（投槍）とスクトゥム（大型の盾）を使って、ファランクスではなくマニプルス（中隊）で戦う戦術であった。後にこの戦術を使ってサムニウム軍に勝利することになる。

## ラウトゥラエに関する二つの説
この戦いに関しては、別の説もある。共和政末期から帝政初期にかけての歴史家ティトゥス・リウィウスはその『ローマ建国史』でこの戦いを記述しているが、本文として採用した説はローマにより好意的なものである。戦闘は決定的ではなく、夜になって両軍共に撤退したというものである。しかしリウィウスは別説も取り上げている。そこではローマ軍は敗北し、副官のケッレタヌスが戦死したとされている。
しかしながら、その後に起こったことは、明らかにサムニウムの大勝利を示唆している。市民のあいだには不安が広がり、ウォルスク族、アウルンキ族およびカンパニアの同盟都市はローマに反旗を翻した。

## 参考資料
1. ↑  Rickard, J.. “Battle of Lautulae, 315 BC”. 2017年8月4日閲覧。
2. ↑  Salmon, E.T. (1967). Samnium and the Samnites. Cambridge University Press. pp. 234–36. ISBN 9780521061858
3. 1 2 3 4 5 6 7 8 9  Salmon, E.T. (1967). Samnium and the Samnites. Cambridge: Cambridge University Press. pp. 234–36. ISBN 978-0-521-06185-8
4. ↑  Salmon, E.T. (1967). Samnium and the Samnites. Cambridge: Cambridge University Press. pp. 234–36. ISBN 9780521061858
5. 1 2 3 4  Forsythe, Gary (2005). A Critical History of Early Rome. Berkeley: University of California Press. pp. 305. ISBN 0-520-22651-8
6. 1 2 3 4  Forsythe, Gary (2005). A Critical History of Early Rome. Berkeley: University of California Press. pp. 301–304. ISBN 0-520-22651-8